# 埃爾斯沃思山
85°45′S 161°00′W / 85.750°S 161.000°W
埃爾斯沃思山是南極洲的山峰，屬於毛德王后山脈的一部分，海拔高度2,925米，是該山脈的最高點，該山峰在1929年11月下旬由美國探險家發現。